# Edmund Mortimer
Edmund Mortimer (Nova Iorque, NI, 21 de agosto de 1874 – Los Angeles, CA, 21 de maio de 1944) foi um ator e diretor de cinema norte-americano. Ele apareceu em 251 filmes entre 1913 e 1945. Ele também dirigiu 23 filmes entre 1918 e 1928.

## Filmografia selecionada
- 1920 Alias Jimmy Valentine
- 1924 The Wolf Man
- 1924 The Desert Outlaw
- 1925 The Prairie Pirate
- 1925 The Man from Red Gulch
- 1926 Satan Town
- 1936 Freshman Love
- 1940 A Chump at Oxford